# Lola B08/80
Chronologie des modèles
Lola B11/80
La Lola B08/80 est une voiture de course homologuée pour courir dans la catégorie Le Mans Prototype de l'Automobile Club de l'Ouest. Elle est la version LMP2 de la Lola B08/60 dont le châssis partage de nombreux aspects.

## Aspects techniques
Le châssis de la Lola B08/80 est similaire à celui de la Lola B08/60. La version B08/80 est destinée à la catégorie LMP2, tandis que la B08/60 est conçu pour la classe LMP1.
Son moteur V8 Judd DB développe une puissance d'environ 510 ch à 8 500 tr/min.

## Histoire en compétition
En mars 2008, elle roule en essais officiels pour la première fois à l'occasion des tests de pré-saison des Le Mans Series. Elle dispute sa première course le mois suivant en Catalogne avec l'écurie Speedy Racing Team Sebah.

## Épilogue
En juillet 2010, Lola Cars présente la Lola B11/80, une version évolué des B08/80, B09/80 et B10/80. 